# Goong

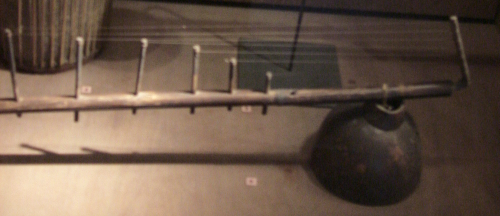
Đàn goong.

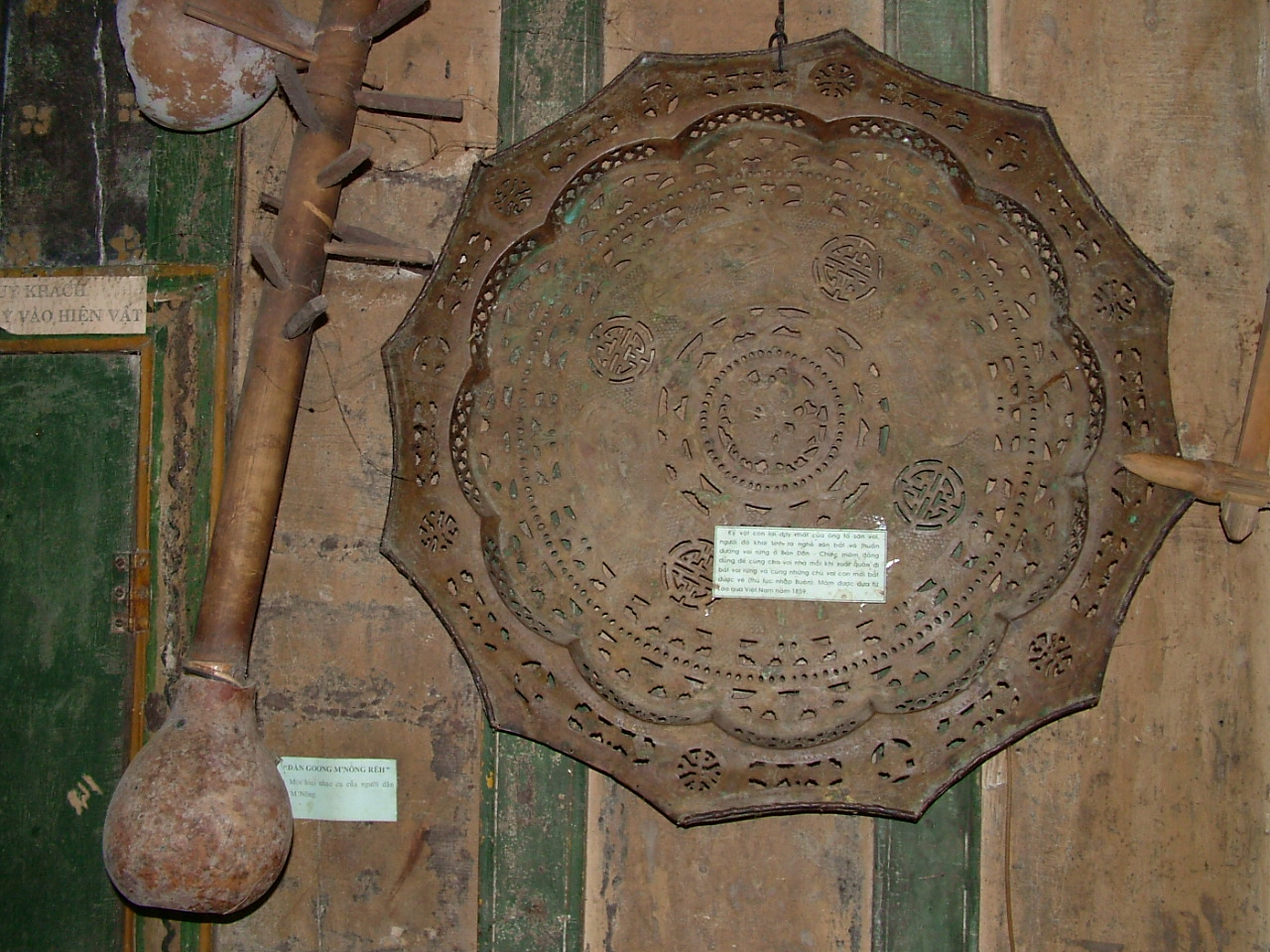
Đàn goong của người M'Nông Reh (bên trái).

Goong là loại nhạc cụ họ dây chi gẩy phổ biến trong một số dân tộc sống ở tỉnh Kon Tum và Gia Lai. Nó còn được gọi là Tinh Ninh (Ting Ning) hay Teng Neng (cách gọi của người Ba Na vùng Măng Giang và An Khê - Gia Lai) hoặc Puội Brol như người Giẻ Triêng ở huyện Đák Glay, Kom Tum gọi.
Goong là một ống tre lồ ồ dài khoảng 70 đến 90 cm, đường kính từ 5 đến 8 cm, hai đầu ống đều có mấu kín. Phía chân đàn, phần dưới mấu tre có mắc một đầu dây vào, phần đầu dây còn lại quấn vào những trục lên dây bằng gỗ, cắm xuyên qua ống ở phía đầu đàn. Ngày xưa, người ta dùng dây tơ se vuốt sáp ong để làm dây cho đàn goong, ngày nay dây thường được tách ra từ cáp của phanh xe đạp hay cáp của máy bay. Mỗi dây đàn phát ra một âm, được tăng độ vang bằng ống tre. Tuy nhiên, có lẽ do ống tre có độ vang kém nên một số nghệ nhân đã nghĩ ra cách gắn thêm nửa quả bầu khô rỗng ruột ở dưới các dây phía chân đàn để làm tăng độ vang của âm thanh. Một số người khác lại gắn thêm nửa quả bầu khô rỗng ruột (đường kính nhỏ hơn quả bầu kia một chút) vào phía đầu đàn (nơi có trục vặn dây). Nửa quả bầu này không có mặt trên.
Đàn goong có nhiều loại, tùy theo thiết kế, đàn có 10 dây đến 18 dây. Lúc diễn, người ta chống ốc đàn vào bụng, đưa đầu đàn về phía trước thành một góc 45 độ. Hai ngón út đỡ thân đàn, những ngón còn lại dùng để móc vào dây đàn tạo ra âm thanh: lấy phần thịt của ngón tay bật dây từ dưới lên, không khảy từ trên xuống.
Goong là nhạc cụ do nam giới sử dụng, thường dùng để diễn lại những bài của cồng chiêng bằng hình thức độc tấu. Đôi khi, họ sử dụng goong để đệm hát. Ngày nay, ngoài đệm hát và độc tấu, người ta còn sử dụng 2 -3 chiếc đàn goong để đánh đồng âm cùng một lúc. Trên sân khấu chuyên nghiệp, người ta còn hòa tấu đàn goong với những nhạc cụ của dàn nhạc nhẹ (theo bản hòa âm và phối khí hiện đại).